# Aracuã-de-barriga-branca
Aracuã-de-barriga-branca, chachalaca-nordestina ou aracuã-oriental (nome científico: Ortalis araucuan) é uma espécie de ave galiforme endêmica do Brasil. Habita a Mata Atlântica. Era antes considerada um subespécie do aracuã-comum.